# Eilenriede

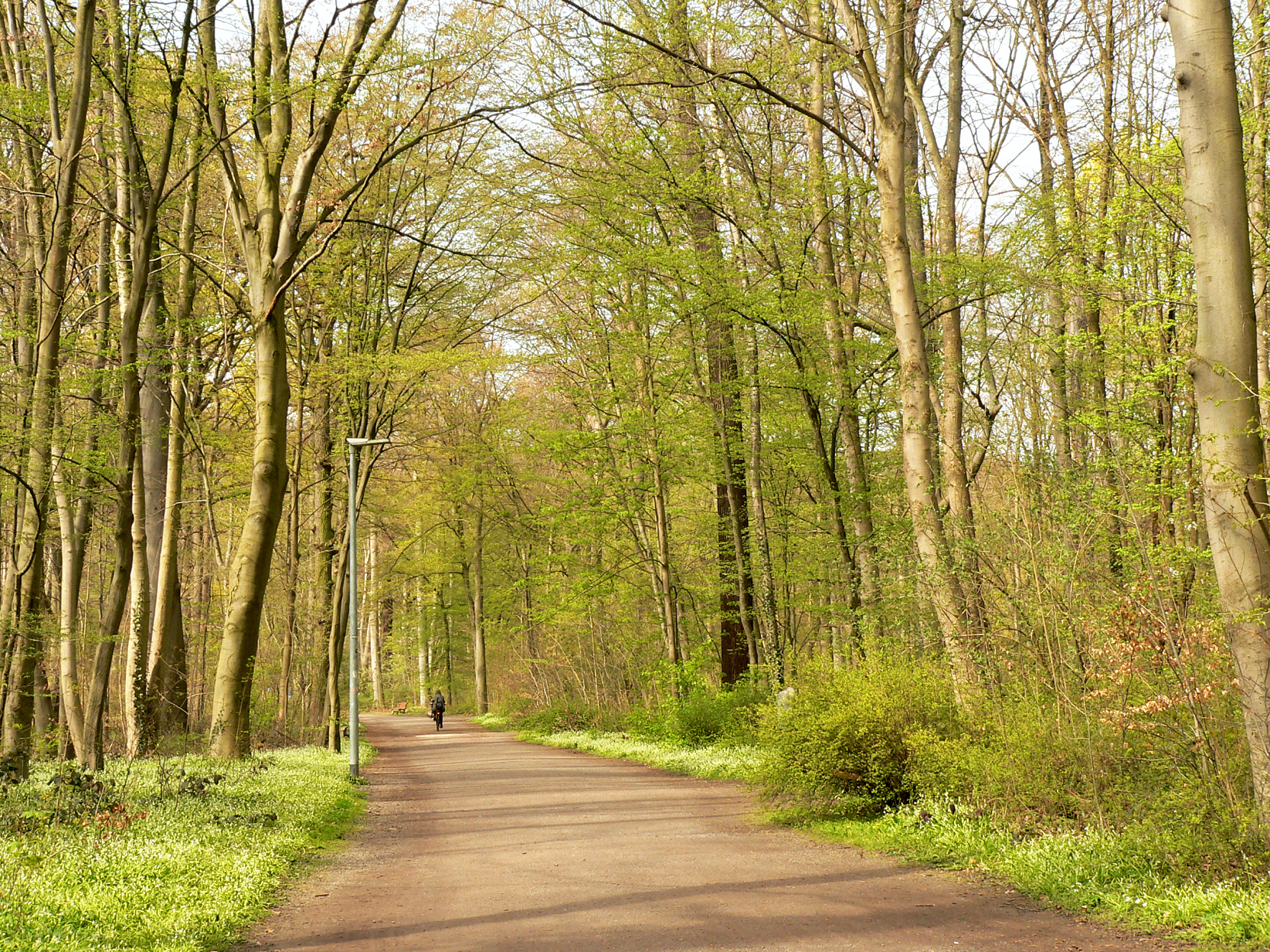
Weg in der Eilenriede

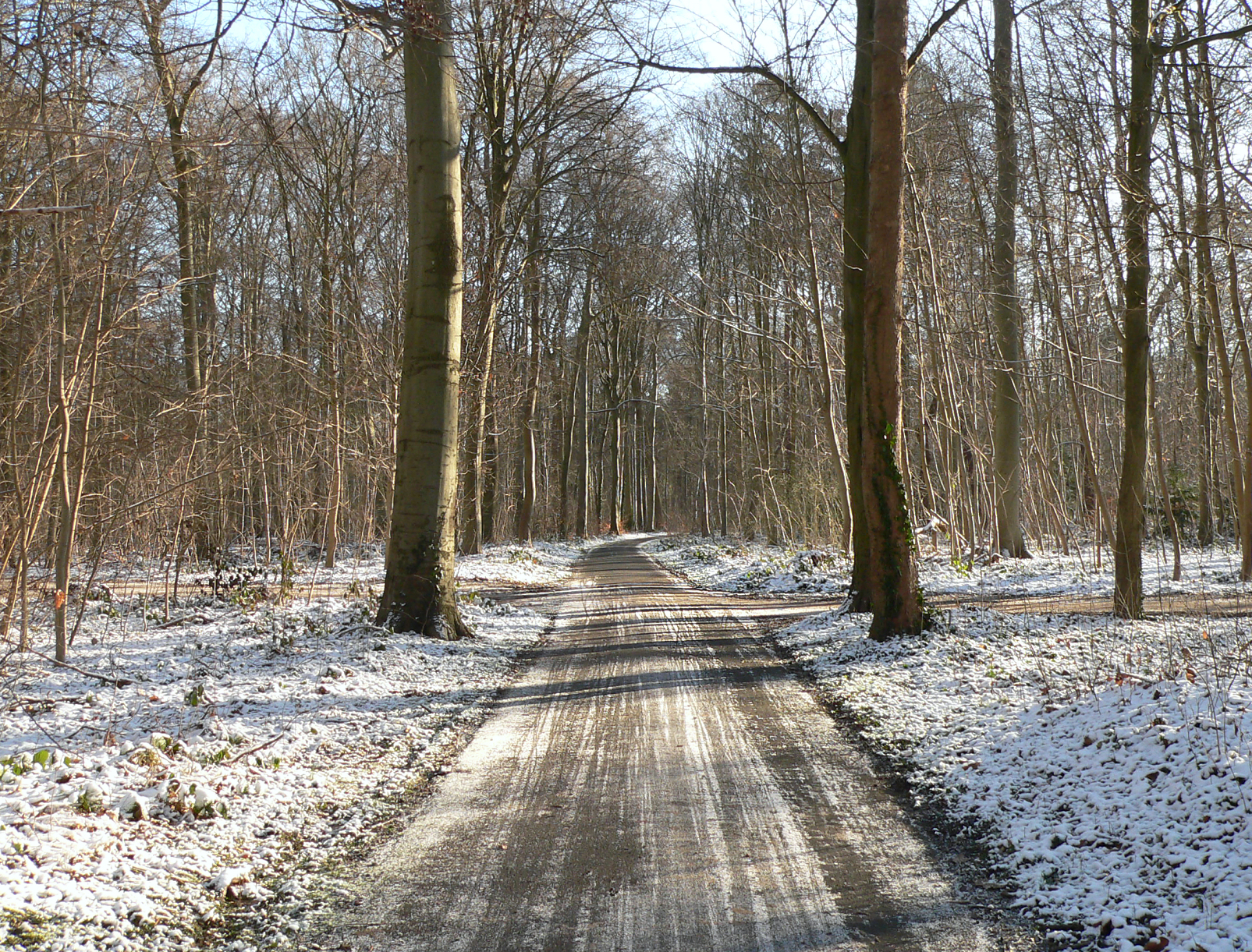
Weg in der Eilenriede im Winter

Die Eilenriede ist der rund 640 ha große geschützte Stadtwald von Hannover. Sie liegt östlich des Stadtzentrums und gliedert sich in einen nördlichen Teil im Stadtteil Zoo und einen südlichen Teil, der im Wesentlichen zum Stadtteil Kleefeld gehört. Laut Eilenriedesatzung zählen auch der Lönspark, der Tiergarten und die Seelhorst als Bestandteile der Eilenriede.

## Geschichte

### Entstehung
Es wird vermutet, dass die Eilenriede einst der westliche Teil des Nordwaldes war. Dieses große zusammenhängende Waldgebiet bedeckte bis ins späte Mittelalter große Teile des heutigen Niedersachsens zwischen Braunschweig und Hannover. Der erste Teil des Namens Eilenriede (Eilen) leitet sich ab von den dort früher hauptsächlich vorkommenden Erlen (Ellern). Der zweite Teil des Namens (Riede) (siehe auch: Ried) ist eine alte Bezeichnung für sumpfigen Boden. Eine frühere Bezeichnung war Eyllerie, so in einem Plan der Stadt Hannover aus der Feder von Ernst Eberhard Braun von 1762.
Ab 1241 erhielt die Stadt Hannover ein Mitbenutzungsrecht an den Waldungen der Eilenriede. 1371 wurde sie den Bürgern Hannovers von den Herzögen Wenzeslaus und Albrecht von Sachsen geschenkt, als Dank für die Unterstützung im Lüneburger Erbfolgekrieg. Dies gab den Bürgern das Recht, das zu dem Zeitpunkt 465 Hektar große Waldgebiet als ihr Eigentum zu nutzen und zu pflegen. Gleichzeitig bestand die Verpflichtung, das Waldgebiet zu erweitern. Eine Bebauung des überwiegend sumpfigen Geländes war kaum möglich, so dass sich der Charakter des Waldes über Jahrhunderte erhalten hat. Bis 1920 wurde der Wald um rund 210 ha erweitert. Die heutige Größe (2022) sind 640 Hektar.
Durch die Viehmast und den Holzraubbau war die Eilenriede im 17. Jahrhundert ein ausgeplünderter Wald. Zur besseren Waldentwicklung wurden im Jahr 1729 Wirtschaftsregeln eingeführt. Die Anpflanzung schnellwachsender Nadelbäume linderte die Holznot. Günstig für den Wald wirkte sich im 19. Jahrhundert die Einführung von Kohle als Brennmaterial aus. Während des Zweiten Weltkrieges wurde der Wald durch Bombeneinschläge geschädigt, etwa ein Drittel der Fläche wurde vernichtet.
Der Bau des Messeschnellweges in den 1950er Jahren, dessen Vorbereitungen bereits 1949 begonnen hatten, führte durch die entstandene Schneise zu einem erheblichen Einschnitt. Zum 650-jährigen Jubiläum der Eilenriede als Stadtwald im Jahr 2021 wurde im Wald nahe der Petrikirche im Stadtteil Kleefeld ein 500 Meter langer Waldgeschichtspfad mit Informationstafeln eingerichtet.

### Landwehr

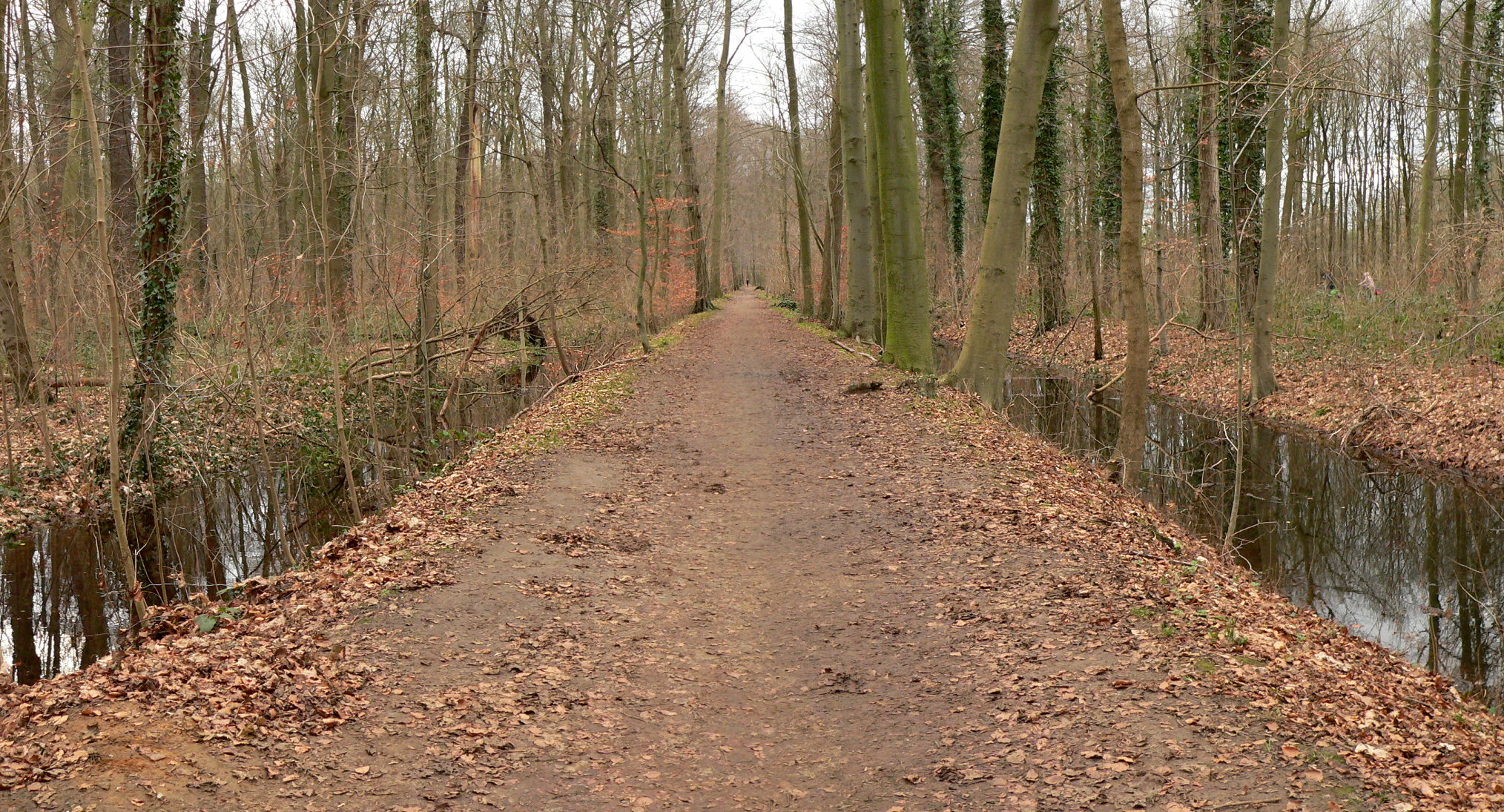
Graben- und Wallrest der mittelalterlichen Hannoverschen Landwehr am Inselgraben hinter dem Zoo

In der Mitte des 14. Jahrhunderts entstand vor dem Hintergrund des Lüneburger Erbfolgekrieges (1370–1388) zum Schutz von Hannover eine Landwehr rund um die Stadt, vor allem in der Eilenriede. Die Landwehr war ein vorgeschobenes Grenzsicherungs- und Befestigungssystem mit Warttürmen an den Straßendurchgängen. Innerhalb oder am Rande der Eilenriede befinden sich die Reste folgender früherer Warttürme und Warthäuser:
| - Döhrener Turm (1382) - Pferdeturm (1387) - Lister Turm (1387) | - Pinkenburg (1387) - Steuerndieb (1392) - Bischofshol (1461) |

Später wurden aus den Wachtürmen der Landwehr Förstereien, um den Holzdiebstahl in der Eilenriede einzudämmen. Gut erhaltene Wall- und Grabenabschnitte der Landwehr finden sich heute im Stadtwald auf mehreren Kilometern Länge im Bereich des Pferdeturms, des Döhrener Turms und am Inselgraben hinter dem Zoo.

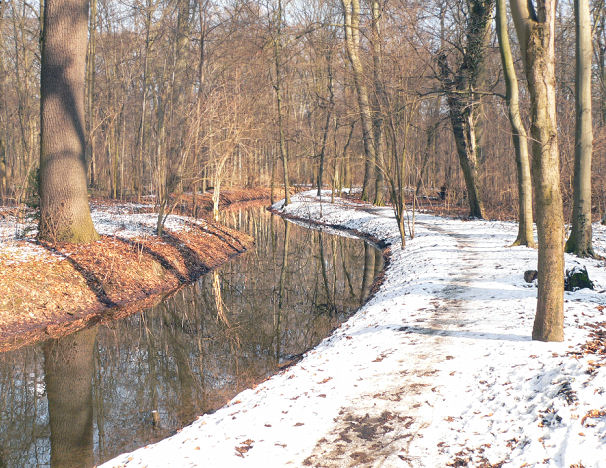
Schiffgraben

### Schiffgraben
Ein geschichtliches Relikt in der Eilenriede ist der Schiffgraben. Dieser war ein im Mittelalter erbauter Kanal, der das Aegidientor in der Stadt mit dem Altwarmbüchener Moor verband. Er diente dem Transport von Torf und Holz in die Stadt, wo es als Brenn- oder Baumaterial benötigt wurde. Der Graben hatte eine Länge von neun Kilometern. Ab Steuerndieb war er Teil der Hannoverschen Landwehr.
Der Schiffgraben ist nur in der Eilenriede zwischen der Musikhochschule und der Waldgaststätte Steuerndieb auf einer Länge von drei Kilometern erhalten geblieben.

### Rasenlabyrinth

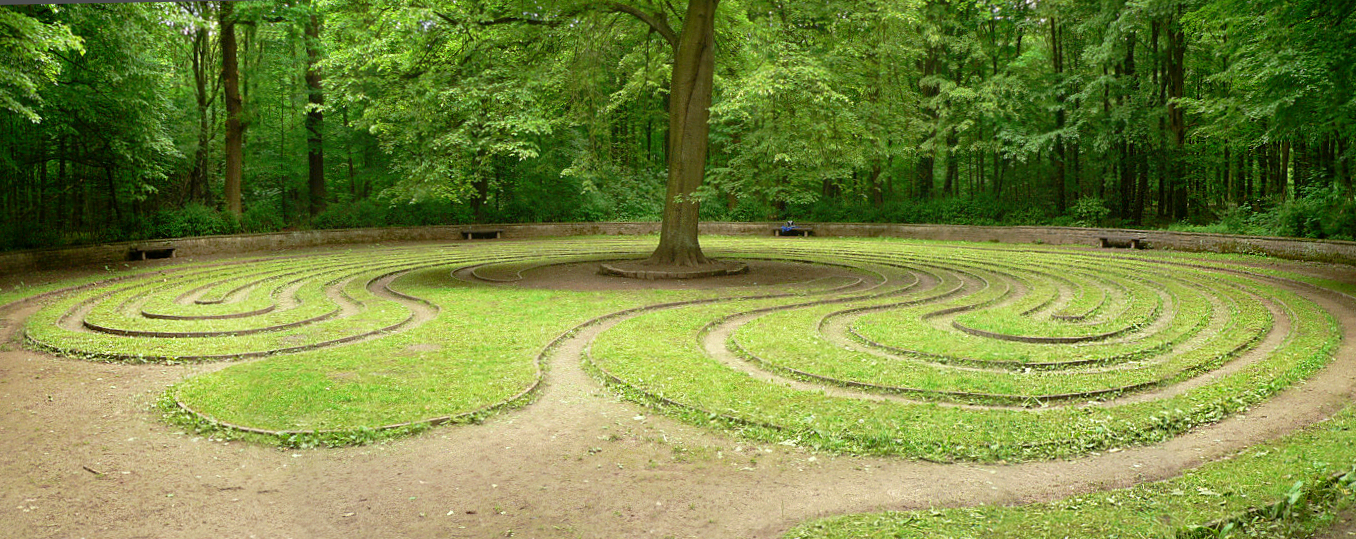
Rasenlabyrinth Das Rad

In der nördlichen Eilenriede befindet sich Das Rad als Rasenlabyrinth mit Kreisen aus Rasen- und Kieselsteinflächen um einen zentralen Lindenbaum herum. Das Labyrinth wurde erstmals 1642 in der Stadtchronik von Hannover erwähnt. Damals befand es sich am heutigen Platz Neues Haus und wurde 1932 an seinen jetzigen Standort im Wald verlegt.
Derartige Anlagen waren in altgermanischer Zeit Kultstätten. Durch rituelle Tänze in den labyrinthförmigen Linien wollten sich die Menschen mit den umgebenden Naturgewalten versöhnen. Die Einrichtung in der Eilenriede stellt eine der letzten vier historischen Rasenlabyrinthe Deutschlands dar.

### Parkumgestaltung

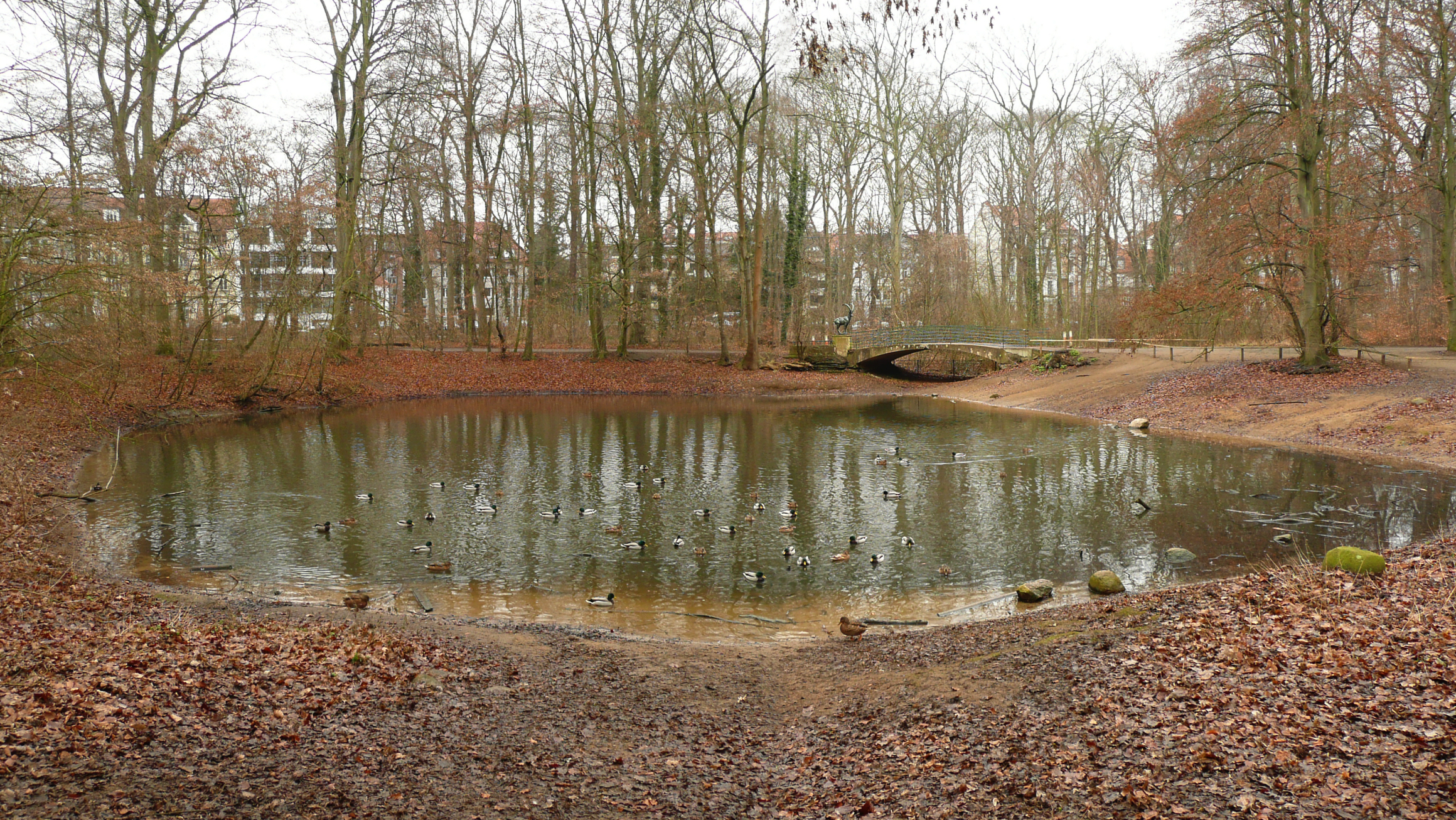
Großer Teich, auch Ententeich genannt

Um 1900 wurde die stadtnahe Vordere Eilenriede von Stadtgartendirektor Julius Trip in einen Waldpark umgewandelt. Es entstanden Lichtungen und Wasserläufe sowie kleine Gewässer, zu denen der Große Teich gehört. Außerdem wurden an markanten Stellen Skulpturen und Plastiken aufgestellt. Der Sonnenspielplatz und der Spielpark WAKITU (Waldkindertummelplatz) waren 1895 die ersten öffentlichen Spielplätze der Stadt. Zwischen 1928 und 1932 folgte eine zweite Phase der Umgestaltung unter Gartenbaudirektor Hermann Kube: Wege wurden verbreitert und separate Trassen für Fußgänger, Radfahrer und Reiter geschaffen. Die beiden Spielplätze wurden ausgebaut und modernisiert, eine Liegewiese und eine Rodelbahn neu angelegt, das „Rad“ in die nordöstliche Eilenriede verlegt und weitere Plastiken – finanziert von der Fritz-Behrens-Stiftung – aufgestellt.

### Eilenriederennen

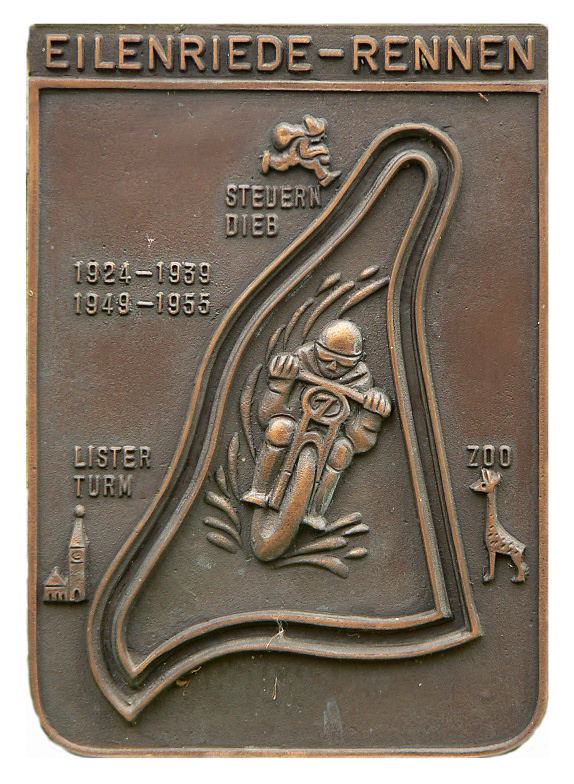
Gedenkschild für die Eilenriederennen

Die nördliche Eilenriede war zwischen 1924 und 1939 sowie 1949 und 1955 Rennstrecke für Motorradrennen. Das Eilenriede-Rennen war ein örtliches Großereignis. Es entwickelte sich in wenigen Jahren zu einer motorsportlichen Institution mit internationalem Bekanntheitsgrad. Der fünf Kilometer lange Rundkurs führte dreiecksförmig mitten durch das Waldgebiet. Start- und Zielpunkt war die Waldgaststätte Steuerndieb. Die beiden weiteren Eckpunkte waren der Lister Turm und der Zoo Hannover. Das erste offizielle Rennen startete am 30. März 1924 mit 168 Motorrädern. 1928 kam es zum ersten Todessturz. Während des Zweiten Weltkriegs war das Rennen ausgesetzt. Die Zuschauerzahlen steigerten sich von anfangs 40.000 Personen auf 130.000 Zuschauer im Jahr 1951. Danach ging die Zuschauerbegeisterung zurück. Umweltschutzgründe und gestiegene Sicherheitsauflagen führten 1955 zum Ende der Rennveranstaltungen.

## Lage und Botanik

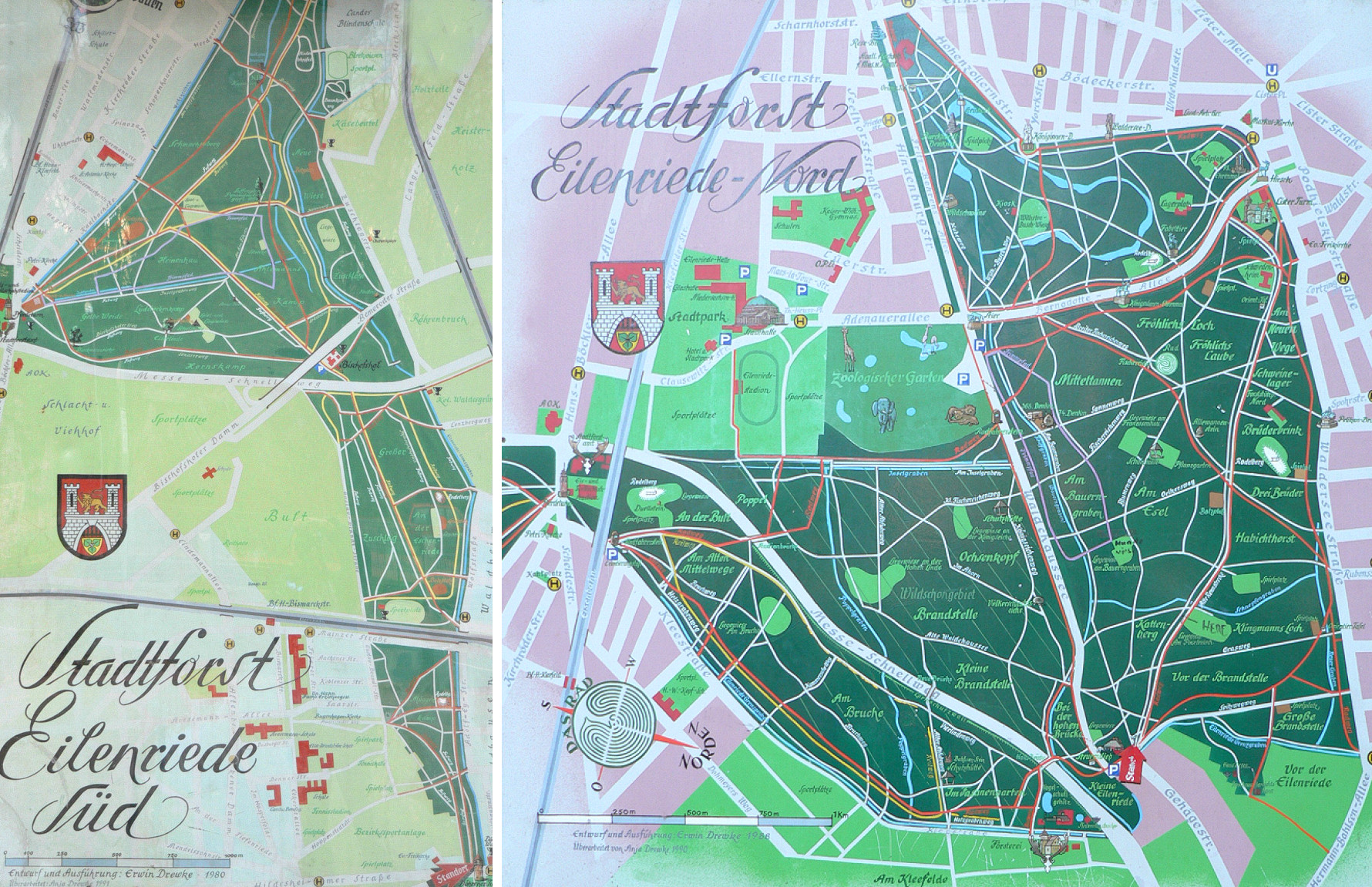
Lageplan der Eilenriede Süd und Nord

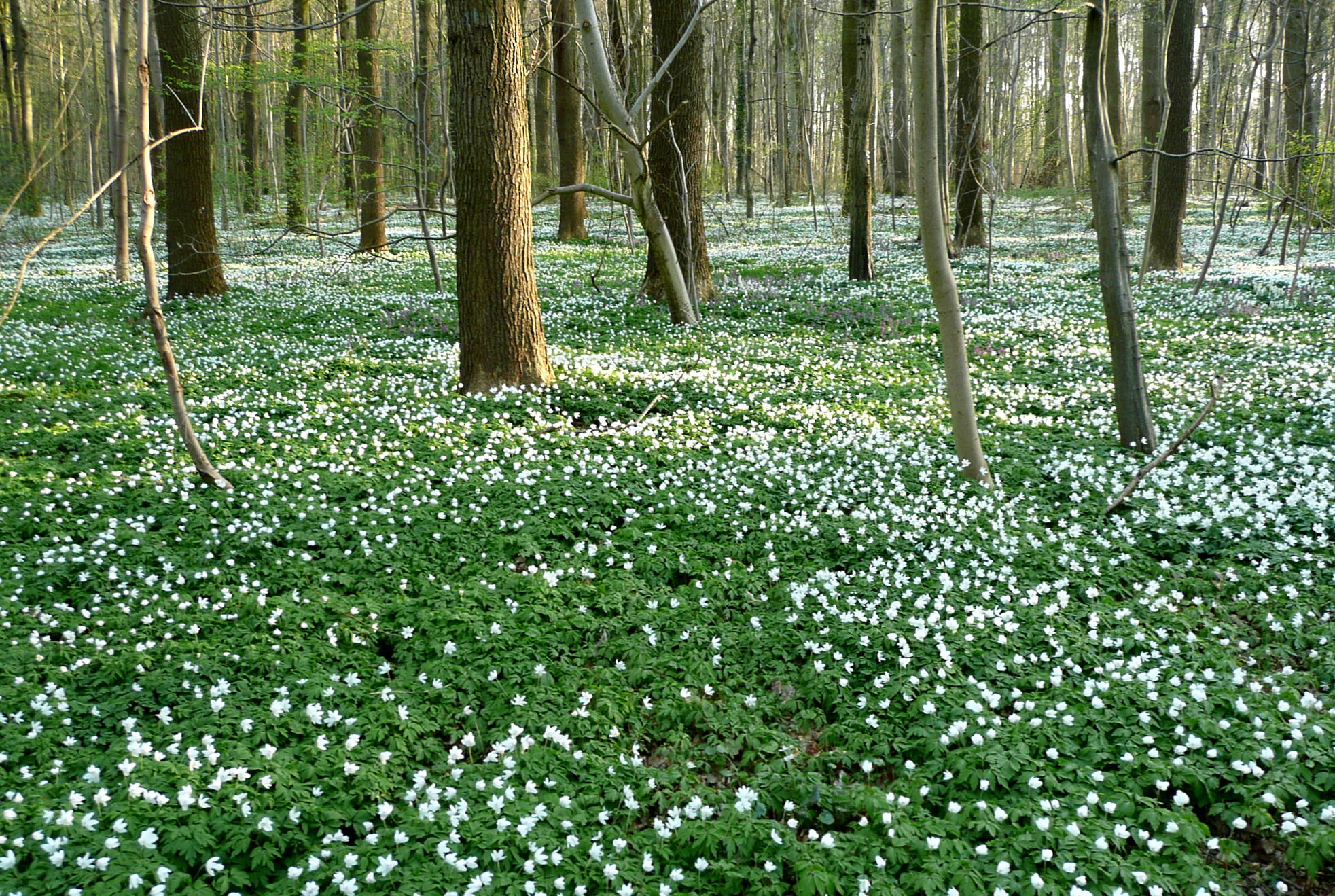
Blütenteppich auf dem Waldboden im März

Die Eilenriede hat eine Nord-Süd-Ausdehnung von etwa sechs Kilometern. Sie reicht mit ihrem südwestlichen Ausläufer bis an den Maschsee. Der Messeschnellweg wurde 1958 in Nord-Süd-Richtung durch die Eilenriede gebaut. Später wurde ein Lärmschutzwall errichtet. Die Ein- und Ausfallstraßen Am Pferdeturm und Bemeroder Straße, die Bernadotteallee sowie die an Wochenenden gesperrte Verbindung zwischen Fritz-Behrens-Allee und Steuerndieb führen durch die Eilenriede oder an ihr entlang.
Die Eilenriede gliedert sich in zwei Teile:
- Die nördliche Eilenriede reicht von der Walderseestraße im Norden bis zum Pferdeturm im Süden, sie gehört zum Stadtteil Zoo.
- Die südliche Eilenriede beginnt südlich des Pferdeturms und reicht bis zum Döhrener Turm. Sie gehört überwiegend zum Stadtteil Kleefeld. Der Bereich südlich der Bemeroder Straße bei Bischofshol bis zur Eisenbahnstrecke gehört zum Stadtteil Waldheim, der weitere Abschnitt bis zur Hildesheimer Straße gehört zu Waldhausen. Der sich anschließende Bereich südlich des Stadtfriedhofs Engesohde bis zum Maschsee gehört zur Südstadt.

Heute finden sich zu 75 % Laubbäume in der Eilenriede. Neben hauptsächlich Eichen, Rotbuchen, Erlen und Birken kommen auch zahlreiche andere Baumarten vor. Auf den sandigen Böden finden sich als Nadelbäume vorwiegend Kiefern und Lärchen. Früher wuchsen auf dem feuchten und sumpfigen Gelände hauptsächlich Erlen (Ellern). Im März und April ist der Waldboden großflächig mit Pflanzenteppichen bedeckt. Dann blühen Lerchensporn, Scharbockskraut, das Gelbe Windröschen und der weiße Wunder-Lauch.
Der Grundwasserspiegel der Eilenriede senkte sich über die vergangenen Jahre hinweg aufgrund der fortschreitenden Bebauung und Versiegelung der Stadt. Im April 2008 wurden Maßnahmen durchgeführt, die den Grundwasserstand des Waldgebietes anheben sollten, um der originären Vegetation ihren Raum zu erhalten.

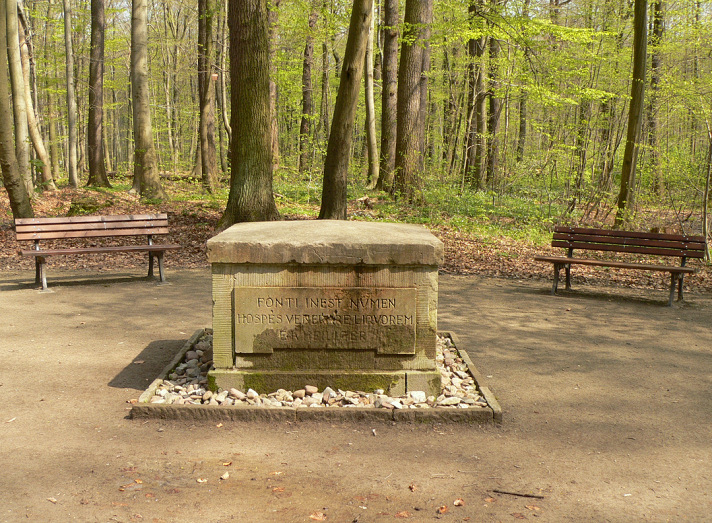
Heiligers Brunnen, schwefelhaltig
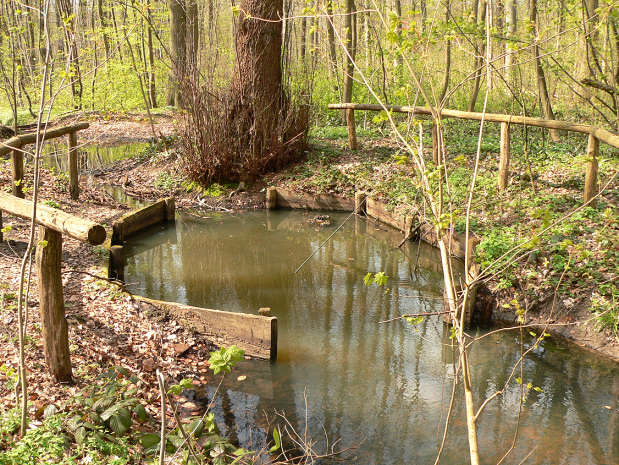
Historische Badestelle Teufelsbad (auch Kopperloch) nahe Heiligers Brunnen
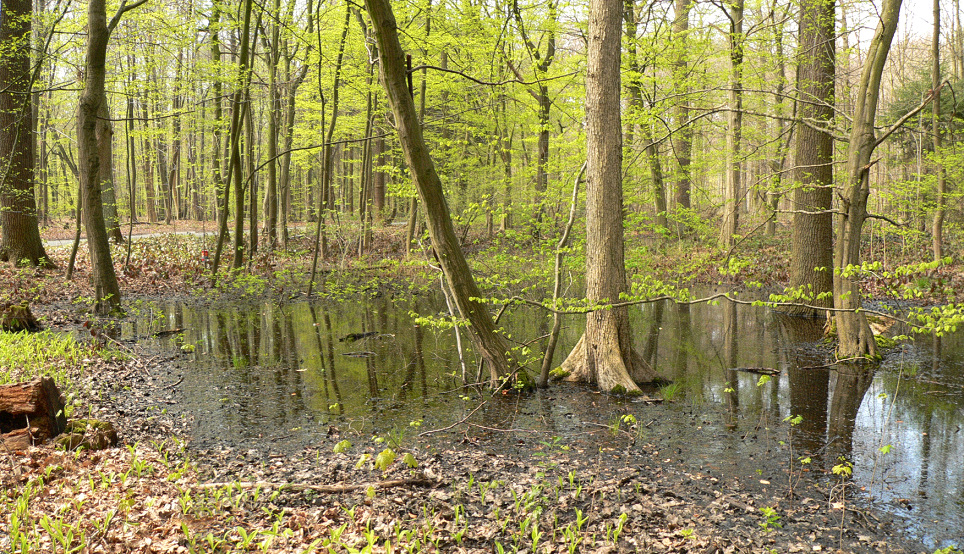
Großflächig im Wald stehendes Wasser im Frühjahr in der südlichen Eilenriede
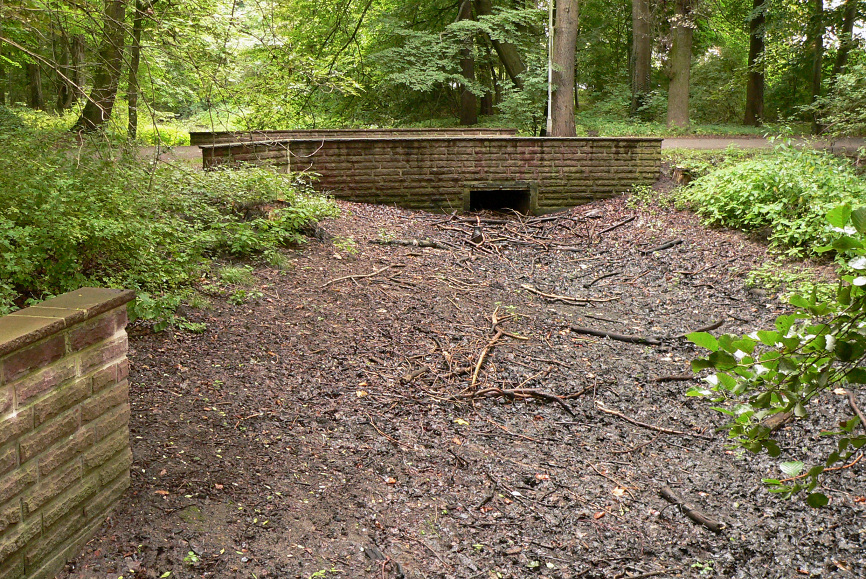
Typisches Bild im Sommer: ausgetrockneter Wasserlauf
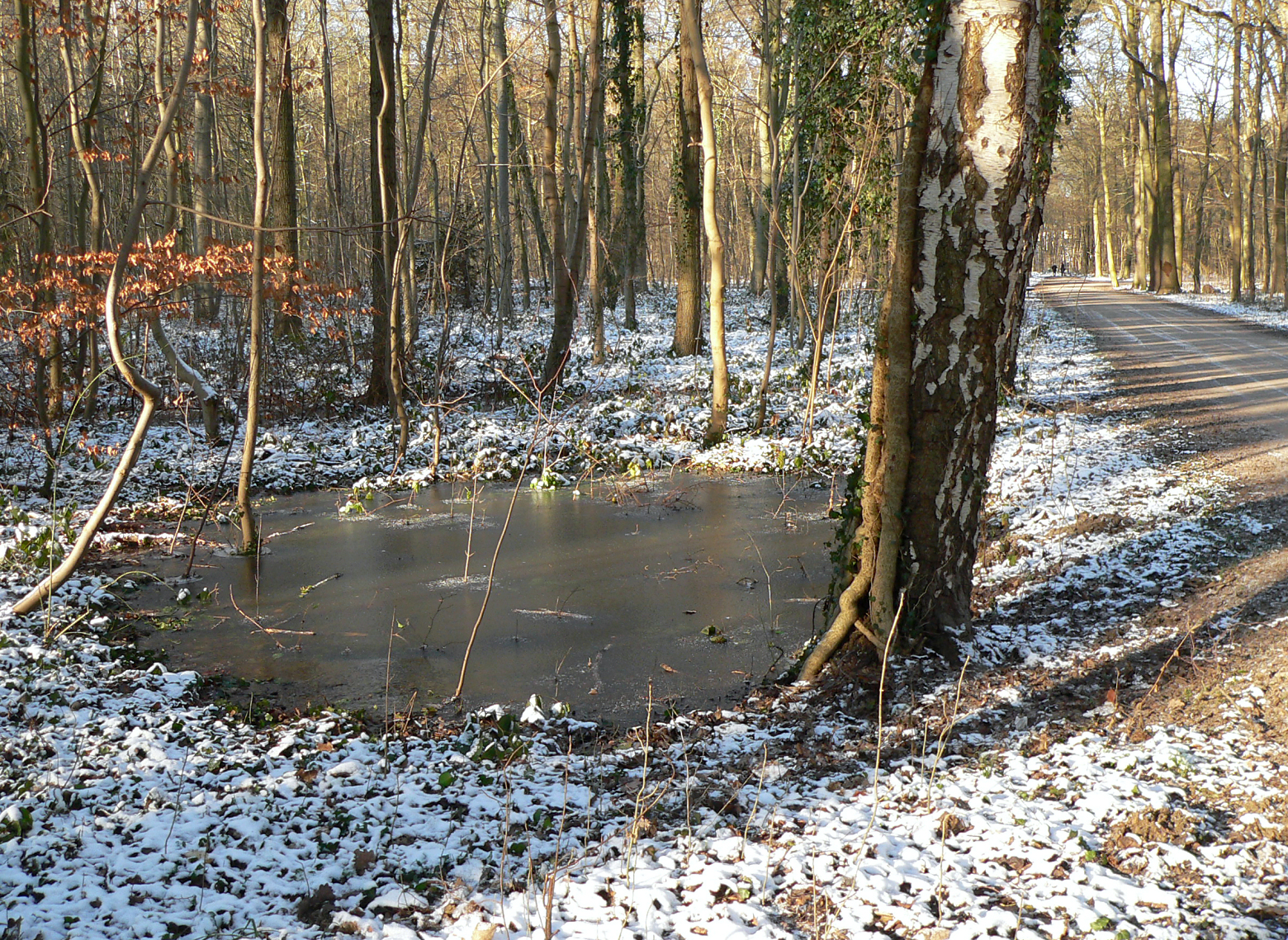
Einer der vielen Bombentrichter aus dem Zweiten Weltkrieg

## Freizeit
In der Eilenriede gibt es zahlreiche Einrichtungen zur Freizeitgestaltung. Am Rande der nördlichen Eilenriede befindet sich der Zoo Hannover. Das frühere Vogelschutzgehölz am östlichen Rand wurde 2004 zur Waldstation vergrößert und ausgebaut. 2009 wurde diese durch einen 36 Meter hohen Walderlebnisturm (auch Wald-Hochhaus genannt) ergänzt, der Ausblicke in den Wald der Eilenriede und von der obersten Plattform auch auf die Baumkronen ermöglicht.
Durch das Waldgebiet führen 80 km Wanderwege, 38 km Radwege und 11 km Reitwege. Der erste Radweg wurde im Jahr 1900 zwischen Zoo und Pferdeturm errichtet. Das Skaten ist auf einer Strecke vom Lister Turm bis Steuerndieb freigegeben. Des Weiteren gibt es einen Trimm-dich-Pfad, einen Minigolfplatz, vier Rodelberge, einen Hochseilgarten im Wakitu, zehn Spielplätze, zwölf Liegewiesen sowie Restaurants, Kioske und Waldcafés. Für den Laufsport sind verschieden lange Laufstrecken bis zur Halbmarathondistanz ausgeschildert.

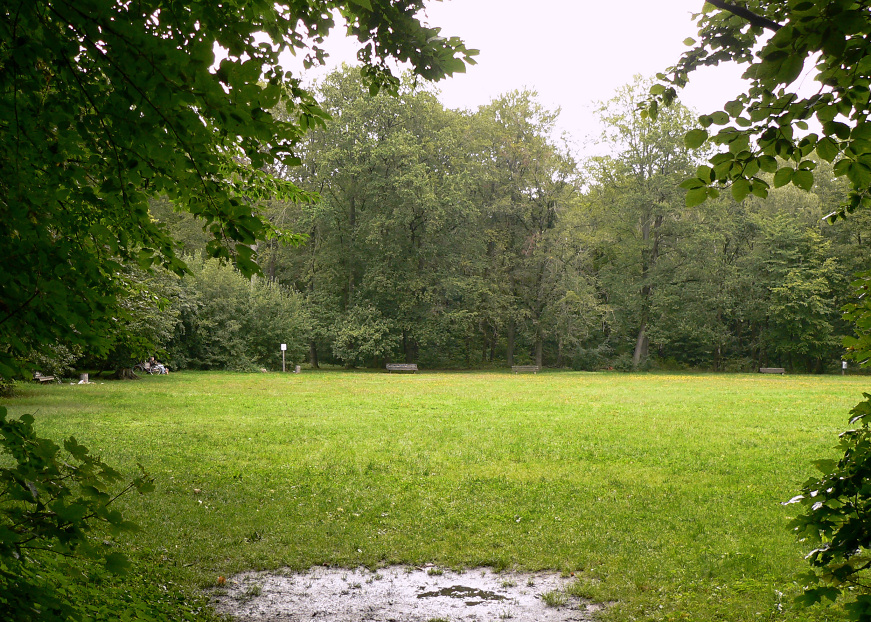
Liegewiese
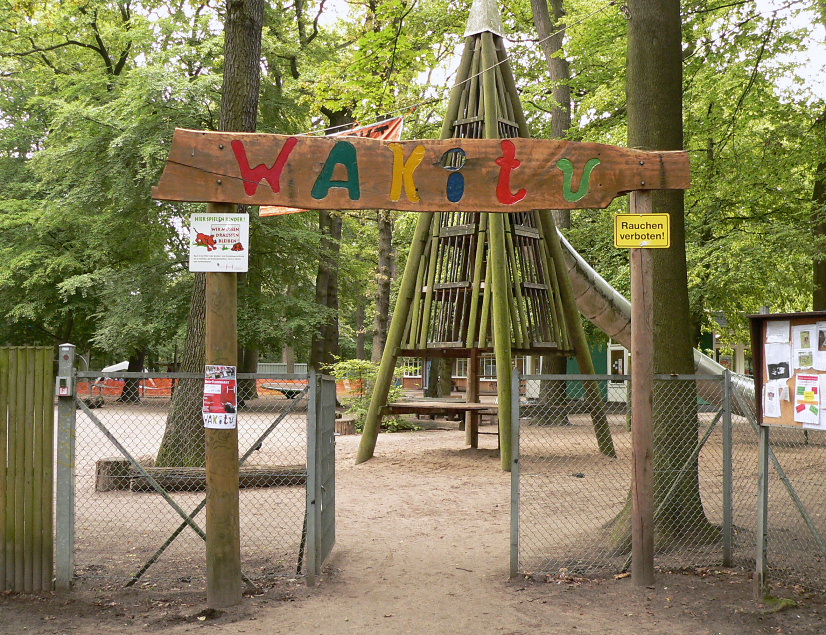
Eingang zum Spielpark WAKITU
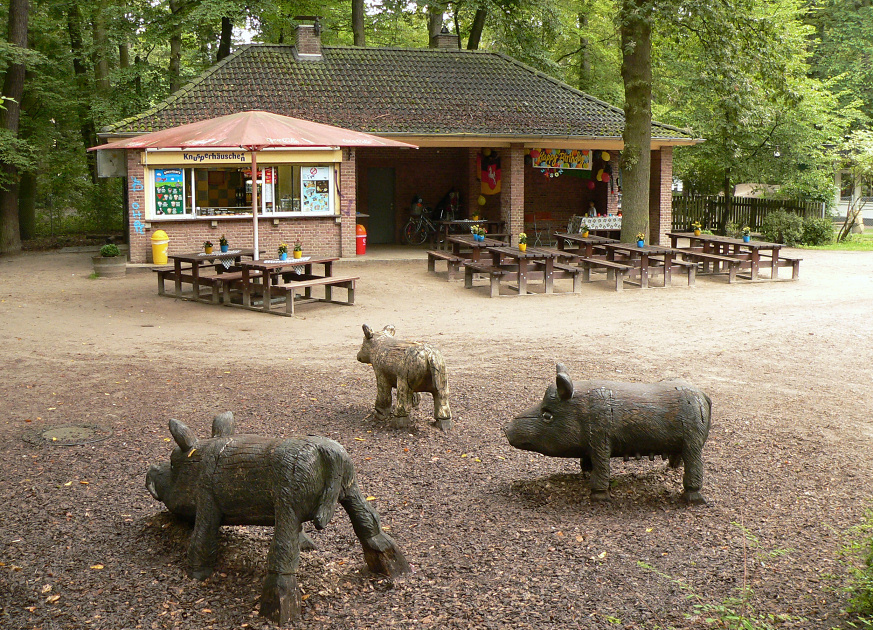
Kiosk im Wald
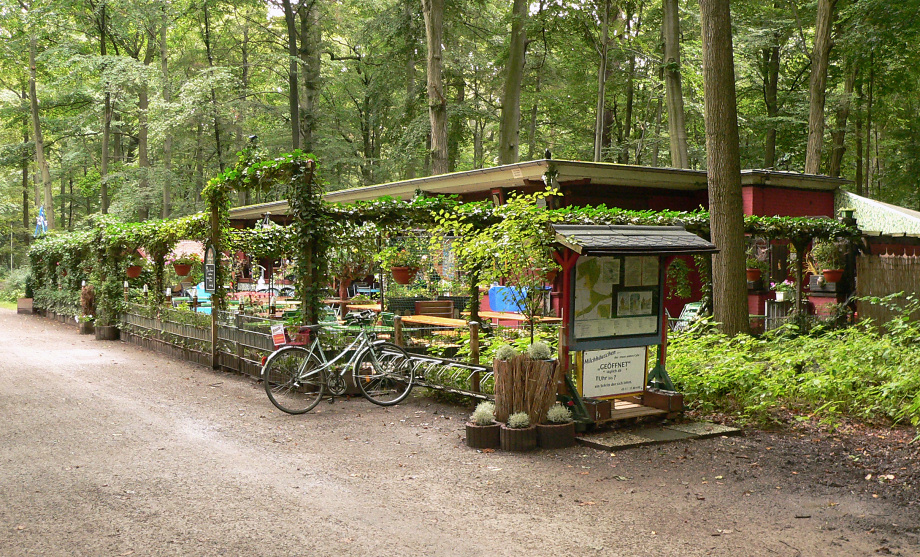
Ausflugslokal Milchhäuschen
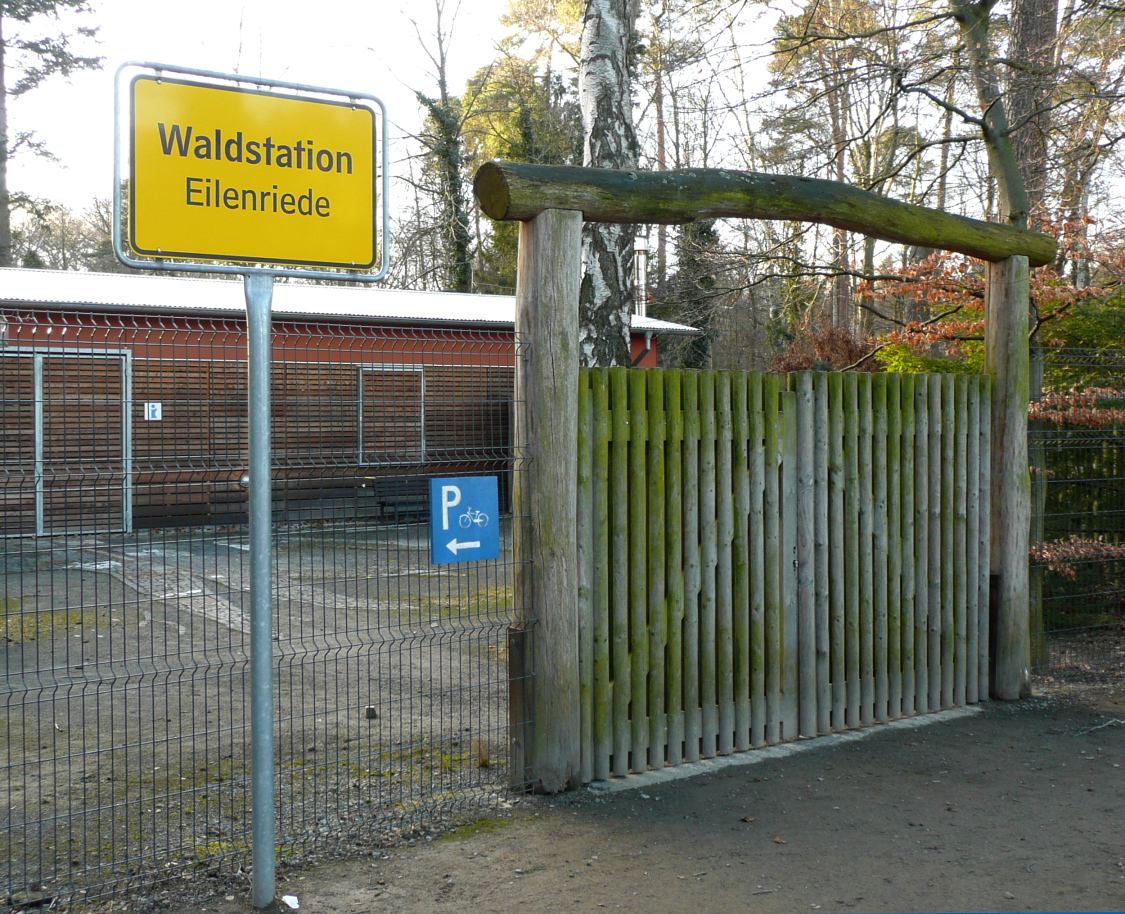
Waldstation
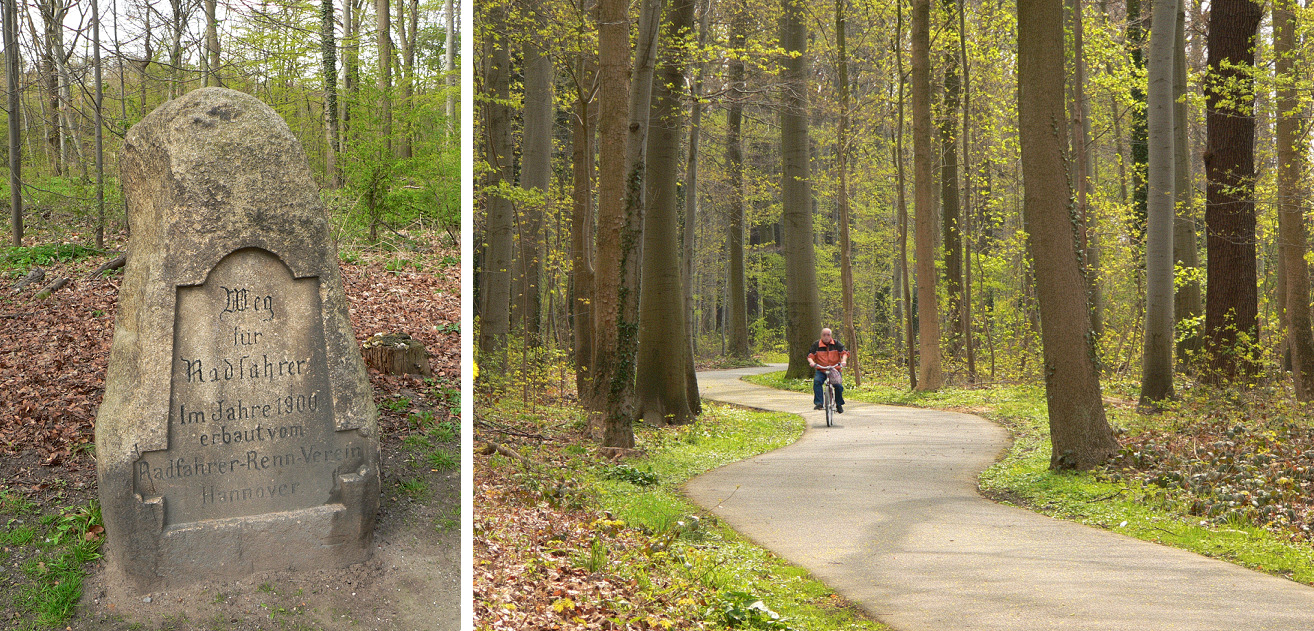
Erster Radweg von 1900 mit Gedenkstein

## Denkmäler und Plastiken

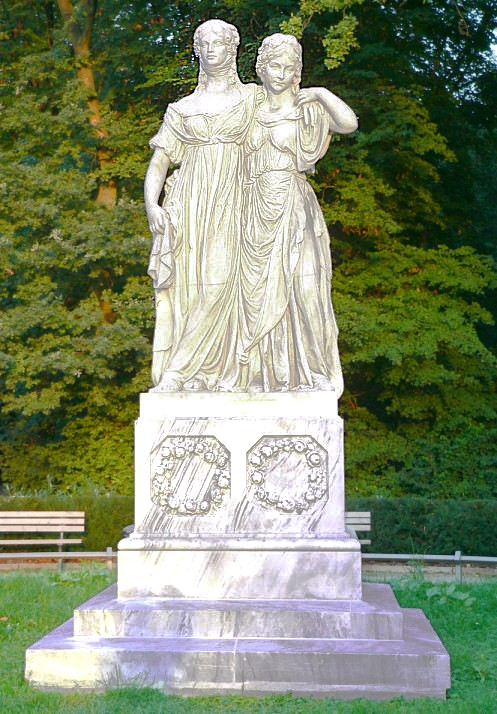
Die Prinzessinnengruppe

In der nördlichen Eilenriede wurden, meist am Rand des Waldes, mehrere Denkmäler aufgestellt.
Auf einem Rasenrondell an der Kreuzung Yorck- und Hohenzollernstraße steht auf der Waldseite die Prinzessinnengruppe, die vergrößerte Kopie einer Statue, deren Original in der ersten Hälfte des 19. Jahrhunderts von dem Berliner Bildhauer Johann Gottfried Schadow geschaffen wurde und in der Alten Nationalgalerie zu sehen ist. Es stellt Prinzessin Luise (die spätere Gemahlin des Preußenkönigs Friedrich Wilhelm III.) und deren jüngere Schwester Friederike (nachmals Gemahlin des Königs Ernst August von Hannover) dar. Dieses Denkmal geht auf eine Stiftung des letzten deutschen Kaisers Wilhelm II. zurück und wurde von dem venezianischen Bildhauer Valentin Casal geschaffen. Der „Kronprinz des Deutschen Reiches und von Preußen“ Wilhelm enthüllte das Denkmal als offizieller Vertreter seines Vaters am 19. Juli 1910.
In diesem Bereich an der Walderseestraße steht auch das Waldersee-Denkmal für den preußischen Generalfeldmarschall Alfred Graf von Waldersee, der in einer Villa am Rand der Eilenriede seine letzten Lebensjahre verbrachte.
An der Walderseestraße gegenüber der Fritz Beindorff-Allee erinnert der Pelikan-Brunnen mit zwei bronzenen Pelikanen an Fritz Beindorff als hannoverscher Senator und früheren Inhaber des Büroartikelunternehmens Pelikan AG.
Der Bildhauer Carl Dopmeyer schuf das mit einem bronzenen Portraitrelief ausgestattete Burckhardt-Denkmal, das 1883 in der vorderen Eilenriede errichtet wurde. Es erinnert an den hannoverschen Förster und späteren Forstdirektor Heinrich Christian Burckhardt, der 1866 nach der Annexion des Königreichs Hannover durch Preußen für die Forstverwaltung der Provinz Hannover zuständig war.
An die Völkerschlacht 1813 erinnert in der Nähe des Zoos eine 1913 gepflanzte Eiche, an deren Fuß ein Findling mit einem stilisierten Wappen Hannovers und der Aufschrift „1813–1913 Völkerschlachteiche“ liegt.  Der Baum wurde inzwischen neu gepflanzt.
Der Bildhauer Ernst Gorsemann schuf 1927 das Ulanendenkmal, das auch als Königsulan bezeichnet wird und in der Nähe des Zoos aufgestellt ist. Das Reiterstandbild ist ein Ehrenmal für das Königs-Ulanen-Regiment (1. Hannoversches) Nr. 13. Unbekannte sägten 2023 die Beine der Statue an, so dass sie umkippte.

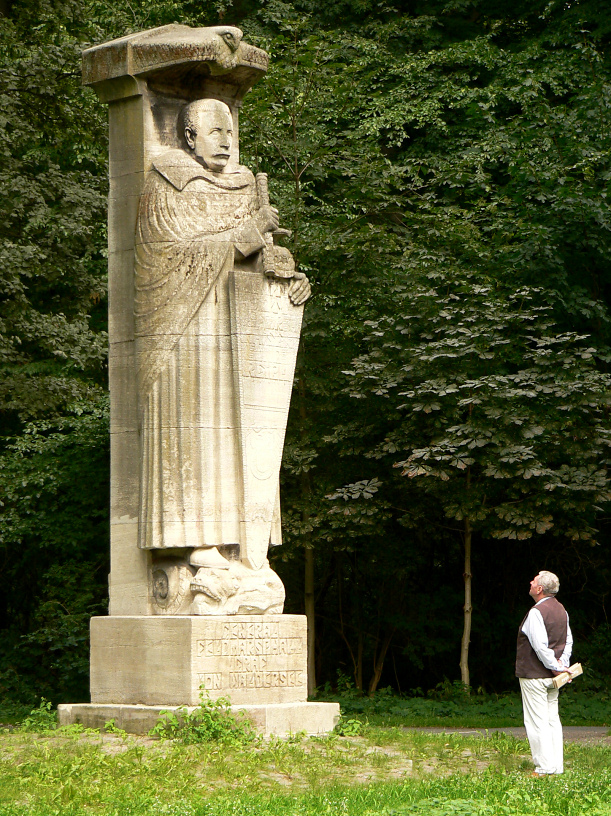
Waldersee-Denkmal von Bernhard Hoetger, 1915
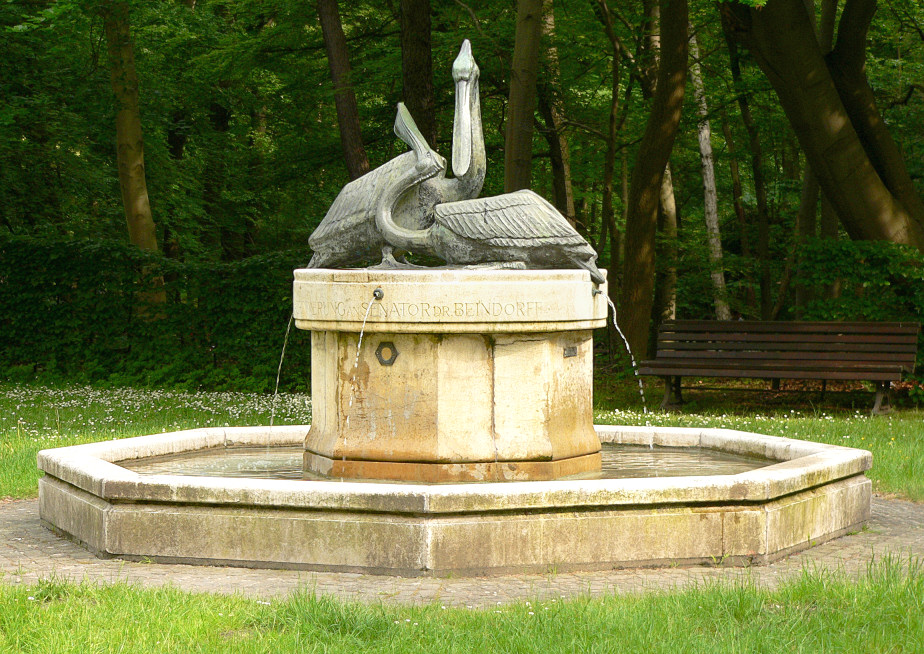
Pelikan-Brunnen von Ludwig Vierthaler, 1961
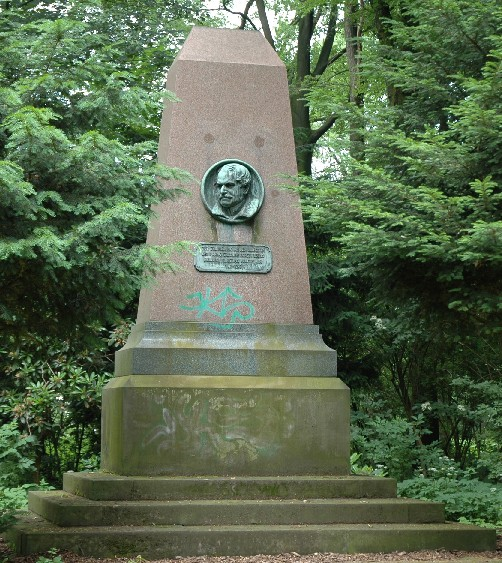
Burckhardt-Denkmal von Carl Dopmeyer, 1889
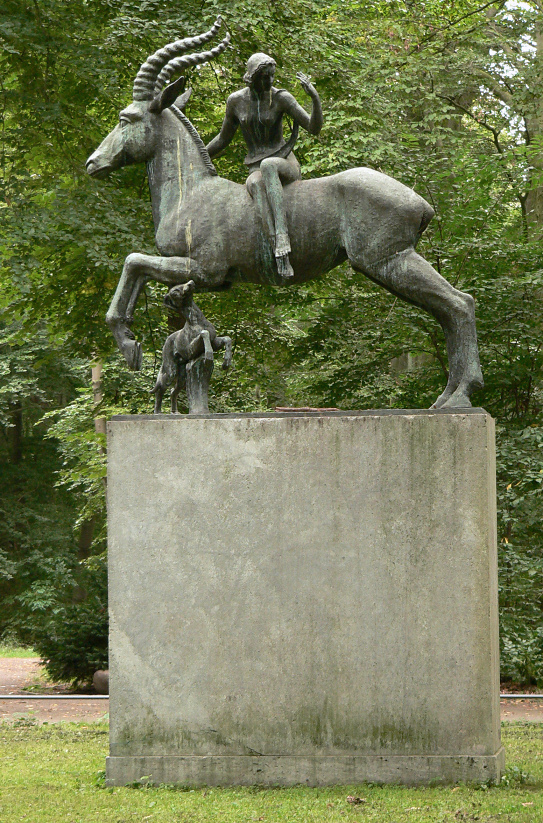
Fabeltier von Ludwig Vierthaler, 1931
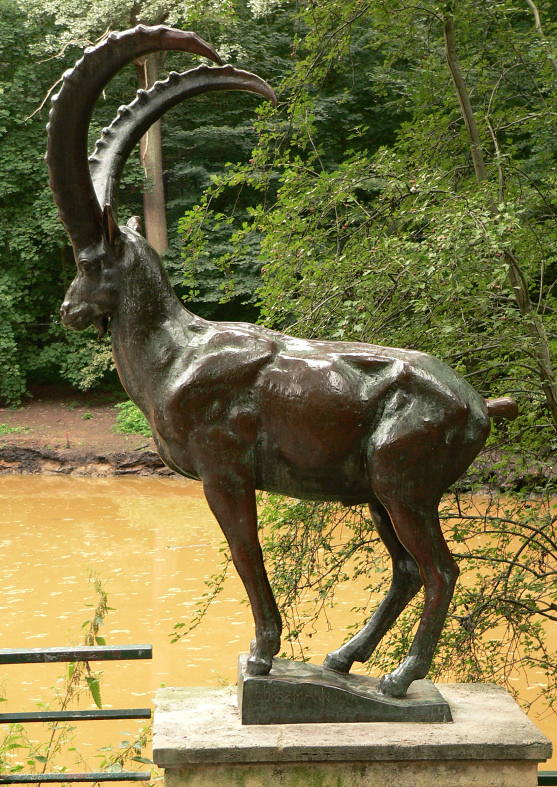
Steinbock von Ernst Gorsemann, 1936
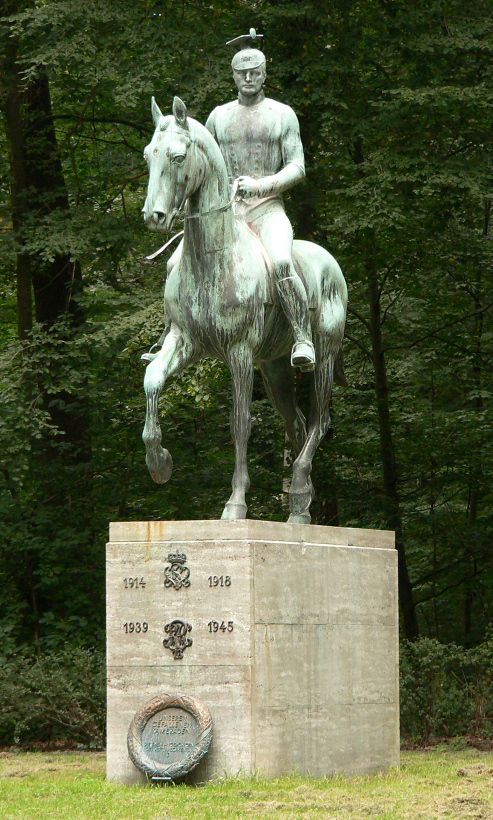
Ehrenmal für das Königs-Ulanen-Regiment (1. Hannoversches) Nr. 13 von Ernst Gorsemann, 1927
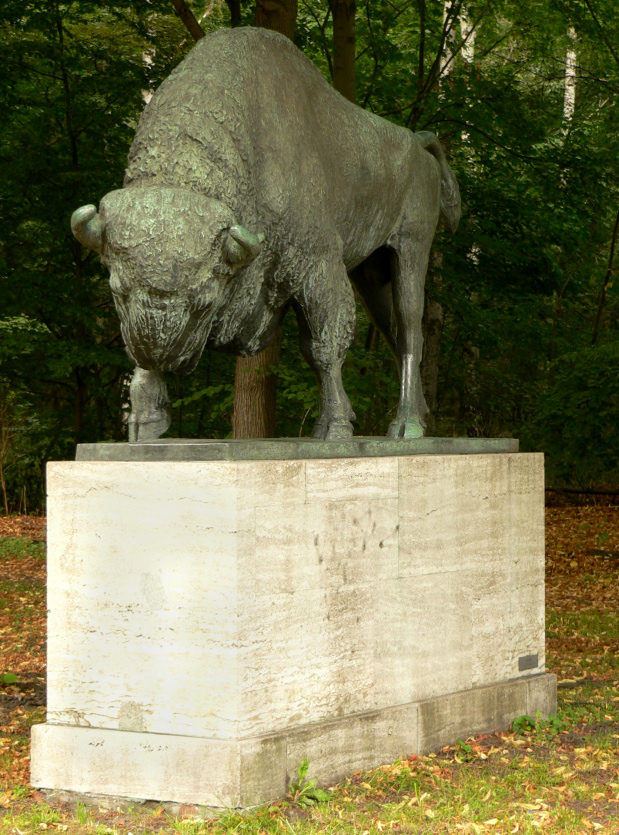
Wisent von August Waterbeck, 1935
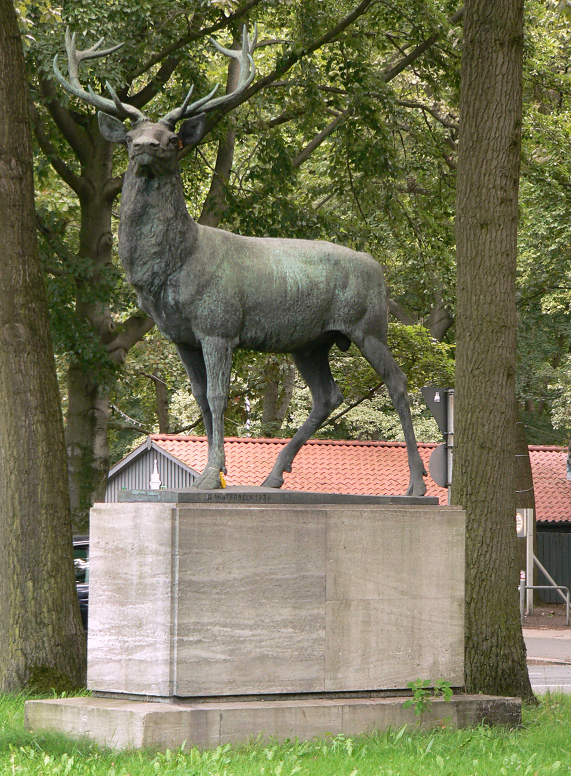
Hirsch von August Waterbeck, 1936
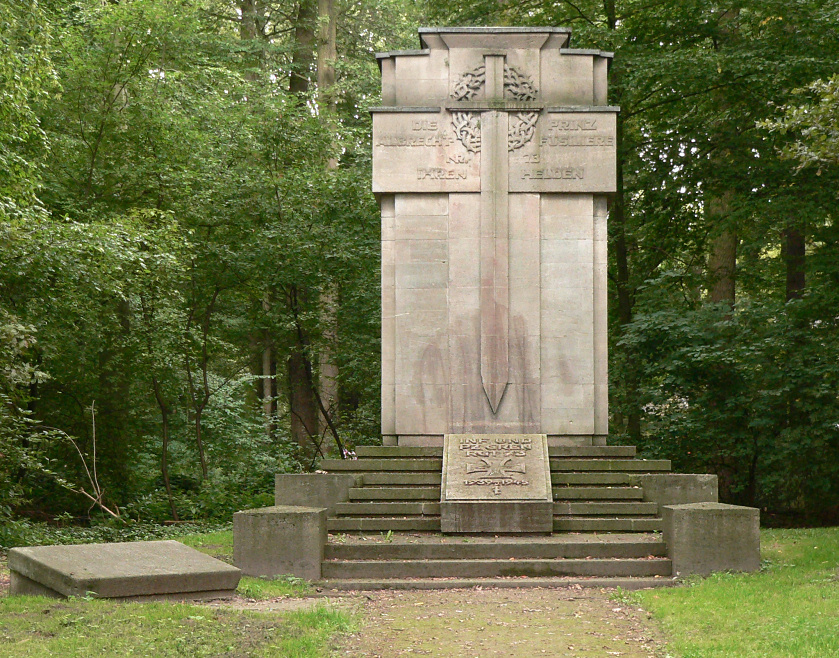
Kriegsdenkmal für das Infanterie-Regiment 73, 1928
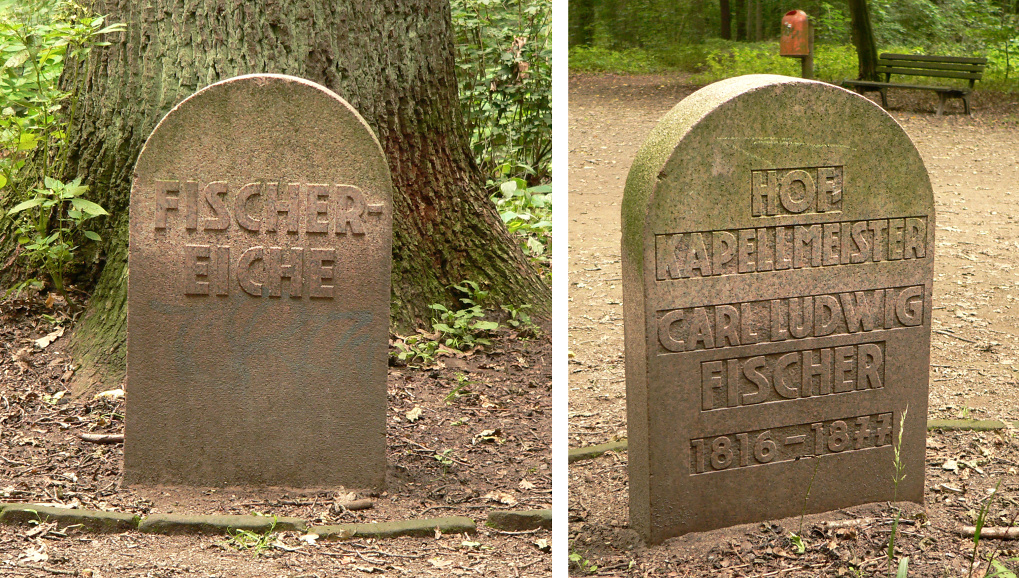
Gedenkstein an der Fischer-Eiche für Hofkapellmeister Carl Ludwig Fischer
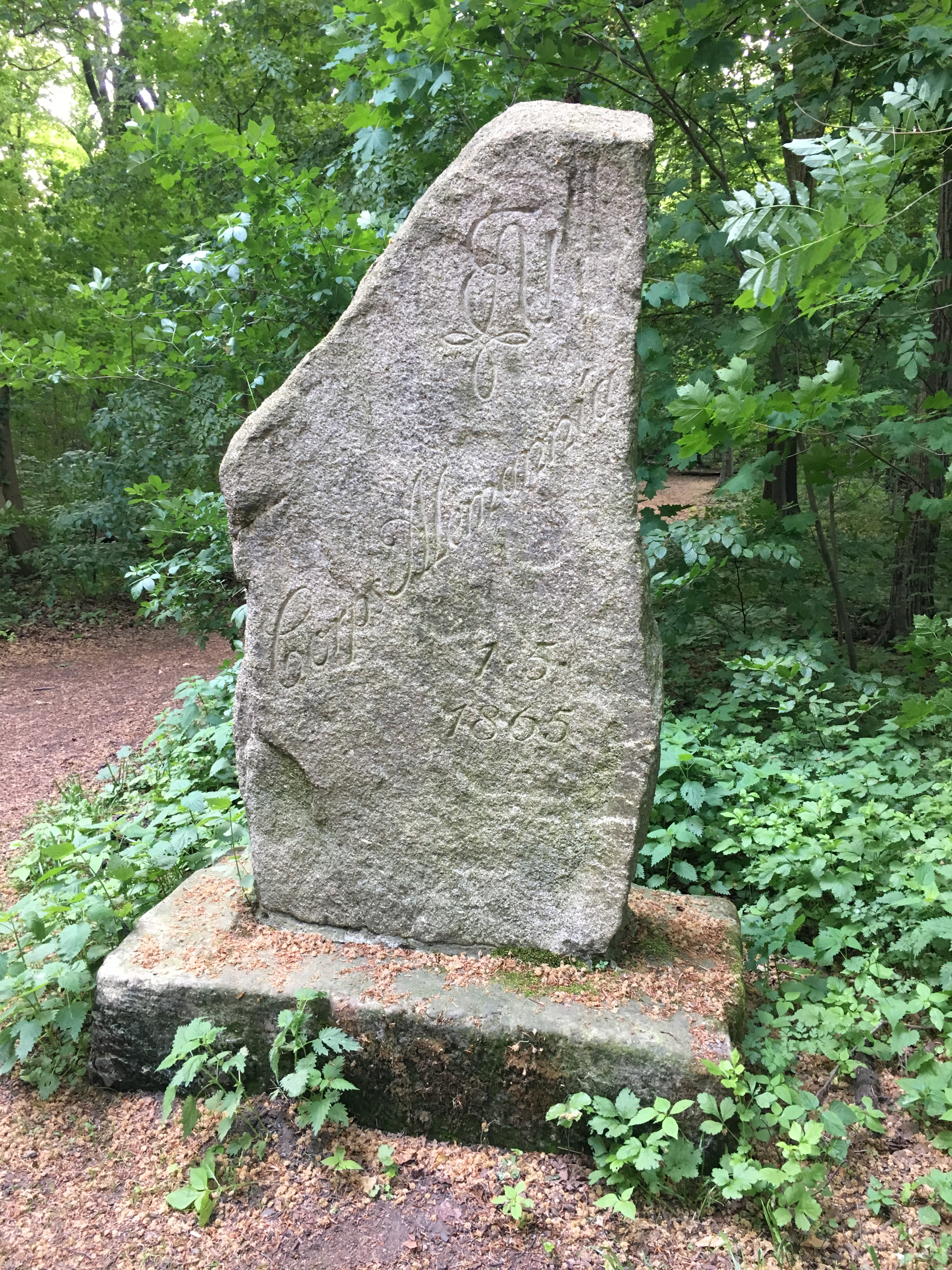
„Alemannenstein“ – Gedenkstein für das Corps Alemannia

## Sonstiges

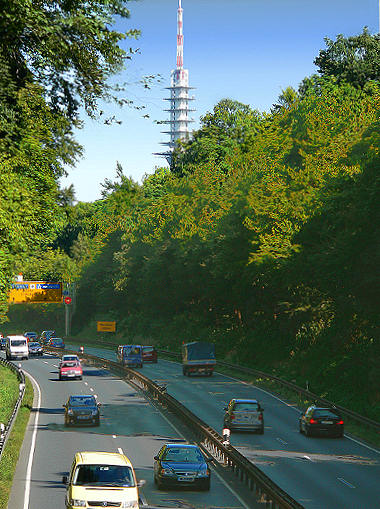
Der die Eilenriede durchquerende Messeschnellweg und Fernmeldeturm Telemax

Der Räuber Jaspar Hanebuth wurde 1607 im heutigen Stadtteil Groß-Buchholz geboren und trieb sein Unwesen in der Eilenriede. In den Wirren der Zeit, wie Pest, Kriege und Besatzungen raubte und mordete er über längere Zeit. Seinen Opfern soll er am Waldrand in Höhe des heutigen Zoos aufgelauert haben. Nach seiner Festnahme 1652 gestand er 19 Morde und wurde dafür öffentlich gerädert. Nach ihm ist eine Straße am Waldrand als Hanebuthwinkel benannt worden.
Für die Wahrung der Belange der Eilenriede und einiger benachbarter Wälder schuf der Rat der Stadt Hannover aufgrund langjähriger Bürgerproteste 1956 den Eilenriedebeirat. Anlass zur Schaffung dieses Gremiums war der Bau des Messeschnellweges. Nicht nur die Zerschneidungswirkung dieser Schnellstraße, sondern auch der damit verbundene Verkehrslärm sorgten für Unmut in der Bevölkerung. Auch heute noch findet jährlicher Holzeinschlag in der Eilenriede statt, der gelegentlich zu Kritik führt.
Einige Einrichtungen, in der Nähe der Eilenriede, sind nach ihr benannt:
- Eilenriedehalle, eine zum Hannover Congress Centrum gehörende Veranstaltungshalle für etwa 7000 Personen
- Eilenriedestadion, Spielstätte der Jugend- und Amateurmannschaften von Hannover 96
- Eilenriedestift, ein Seniorenheim

Kurz nach Ende des Zweiten Weltkrieges wurde ein Fahrradhilfsmotor unter der Hersteller- und Modellbezeichnung Eilenriede gebaut; er saß an der Vorderradgabel, hatte Reibrollenantrieb und war einer der wenigen derartigen Motoren, der nach dem Viertaktprinzip arbeitete.